# Gingerbread Man (Melanie Martinez)
Gingerbread Man è un singolo della cantante statunitense Melanie Martinez, pubblicato il 1º agosto 2015 come primo estratto dal secondo EP Cry Baby's Extra Clutter.

## Descrizione
La canzone parla del natale visto dal punto di vista del personaggio interpretato da Martinez, Cry Baby. Difatti racconta di non volere che il suo partner sia un principe azzurro, vuole solamente andare a letto con lui. A lei non piacciono i ragazzi che si sforzano di essere il fidanzato perfetto, ama i ragazzi che non la notano mai, così è sempre intrappolata con delle persone che hanno troppa paura di aver relazioni sentimentali con lei oppure avere rapporti sessuali.

## Antefatti
Una breve anteprima di questa canzone è stata pubblicata il 21 dicembre 2015 sui profili Instagram e Twitter della cantante.
Inizialmente non sarebbe dovuta essere presente su iTunes Store, per il semplice fatto che Melanie disse che i regali non si pagano, ma non molto dopo, la caricò sull'applicazione in questione.

## Tracce
1. Gingerbread Man – 3:27 (Melanie Martinez)